# Saison 14 de Dancing with the Stars
 (août 2025).
- Si vous ne connaissez pas le sujet, laissez ce bandeau (vous pouvez alors contacter les auteurs).
- Si vous supprimez le contenu mis en cause (vous pouvez préalablement contacter les auteurs),

argumentez précisément cette suppression dans la page de discussion
(un manque de référence n'est pas un argument ; une recherche réelle de référence doit avoir été effectuée, être formellement documentée).
 (août 2016).
Si vous disposez d'ouvrages ou d'articles de référence ou si vous connaissez des sites web de qualité traitant du thème abordé ici, merci de compléter l'article en donnant les références utiles à sa vérifiabilité et en les liant à la section « Notes et références ».
L'émission télévisée Dancing with the Stars revient pour sa quatorzième saison le 19 mars 2012. Tom Bergeron et Brooke Burke Charvet sont de retour en tant que présentateur et coprésentatrice, tandis que Carrie Ann Inaba, Len Goodman et Bruno Tonioli participent à nouveau au jury.

## Caractéristiques
Tous les professionnels de la saison 13 reviennent pour cette saison excepté Lacey Schwimmer qui est remplacé par Chelsie Hightower. Le nouveau casting est révélé le 28 février 2012 pendant l'émission Good Morning America.
C'est la première fois que pour la première semaine le plus mauvais score est 20. Cette saison est par ailleurs la première sans générique d'ouverture.
Le vainqueur de cette saison est Donald Driver.

## Couples
| Celebrités          | Occupation                                   | Danseur professionnel | Statut                    |
| ------------------- | -------------------------------------------- | --------------------- | ------------------------- |
| Martina Navrátilová | Championne de tennis                         | Tony Dovolani         | Éliminée Le 24 mars 2012  |
| Jack Wagner         | Acteur de soap opéra (dont Melrose Place)    | Anna Trebunskaya      | Éliminé Le 3 avril 2012   |
| Sherri Shepherd     | Animatrice de l'émission The View            | Val Chmerkovskiy      | Éliminée Le 10 avril 2012 |
| Gavin DeGraw        | Chanteur                                     | Karina Smirnoff       | Éliminé Le 17 avril 2012  |
| Gladys Knight       | Chanteuse soul                               | Tristan MacManus      | Éliminée Le 24 avril 2012 |
| Jaleel White        | Acteur (dont La Vie de famille)              | Kym Johnson           | Éliminé Le 1er mai 2012   |
| Roshon Fegan        | Acteur Disney Channel (dont Shake It Up)     | Chelsie Hightower     | Éliminé Le 8 mai 2012     |
| Melissa Gilbert     | Vedette de La Petite Maison dans la prairie  | Maksim Chmerkovskiy   | Éliminée Le 8 mai 2012    |
| Maria Menounos      | Actrice & présentatrice télé                 | Derek Hough           | Éliminée Le 15 mai 2012   |
| William Levy        | Mannequin & acteur de telenovelas mexicaines | Cheryl Burke          | Troisième Le 22 mai 2012  |
| Katherine Jenkins   | Chanteuse d'Opéra                            | Mark Ballas           | Seconde Le 22 mai 2012    |
| Donald Driver       | Joueur de football américain                 | Peta Murgatroyd       | Gagnant Le 22 mai 2012    |

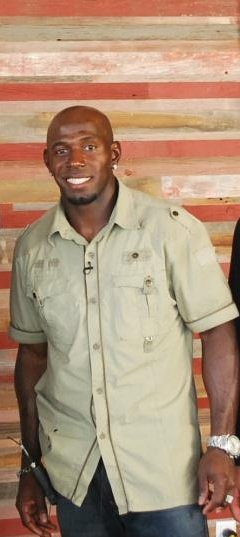
Donald Driver
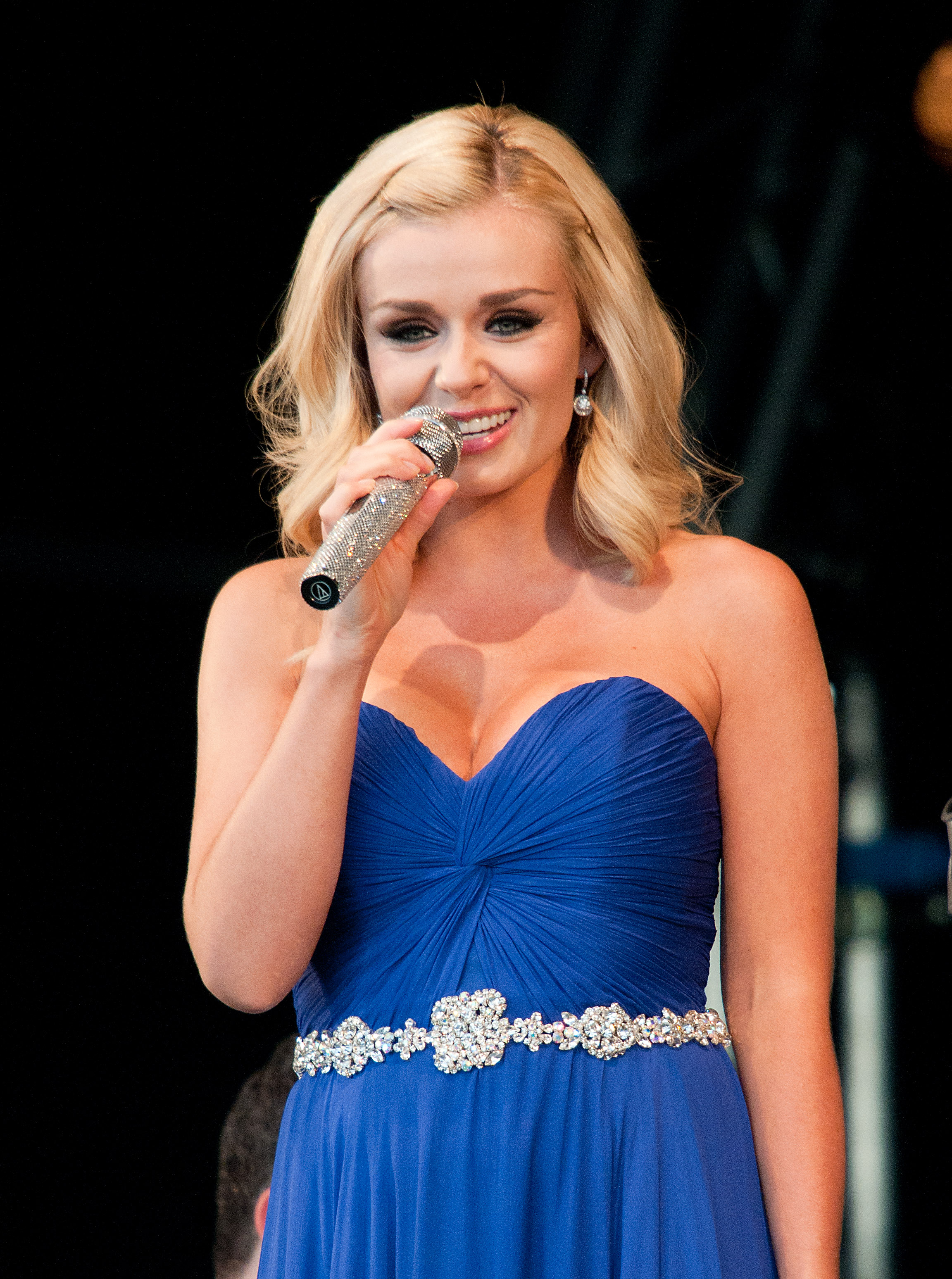
Katherine Jenkins
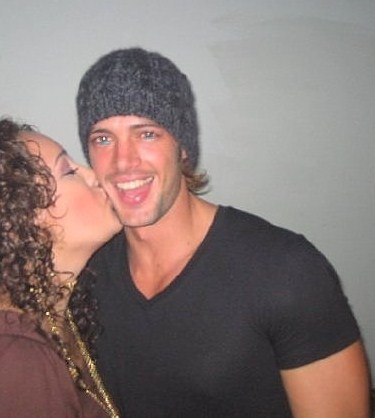
William Levy
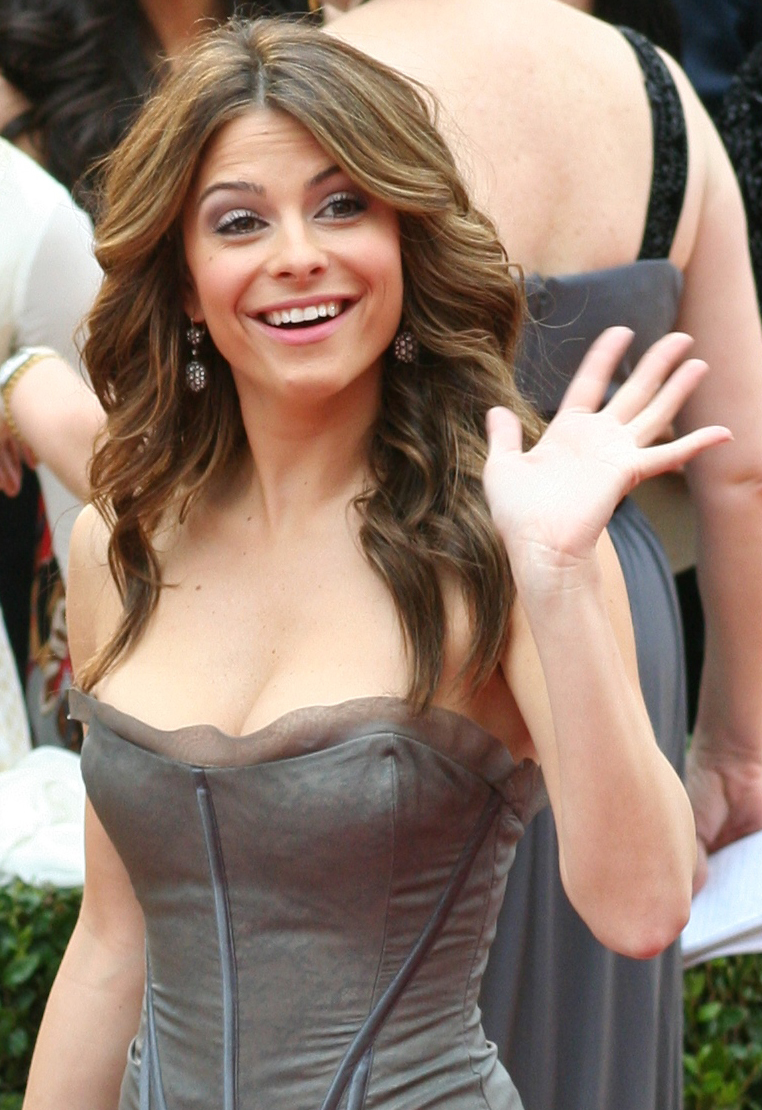
Maria Menounos
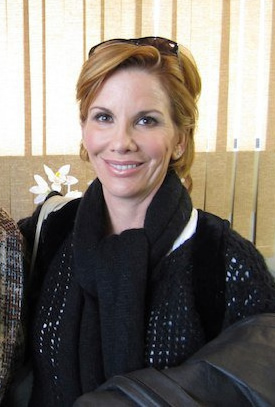
Melissa Gilbert

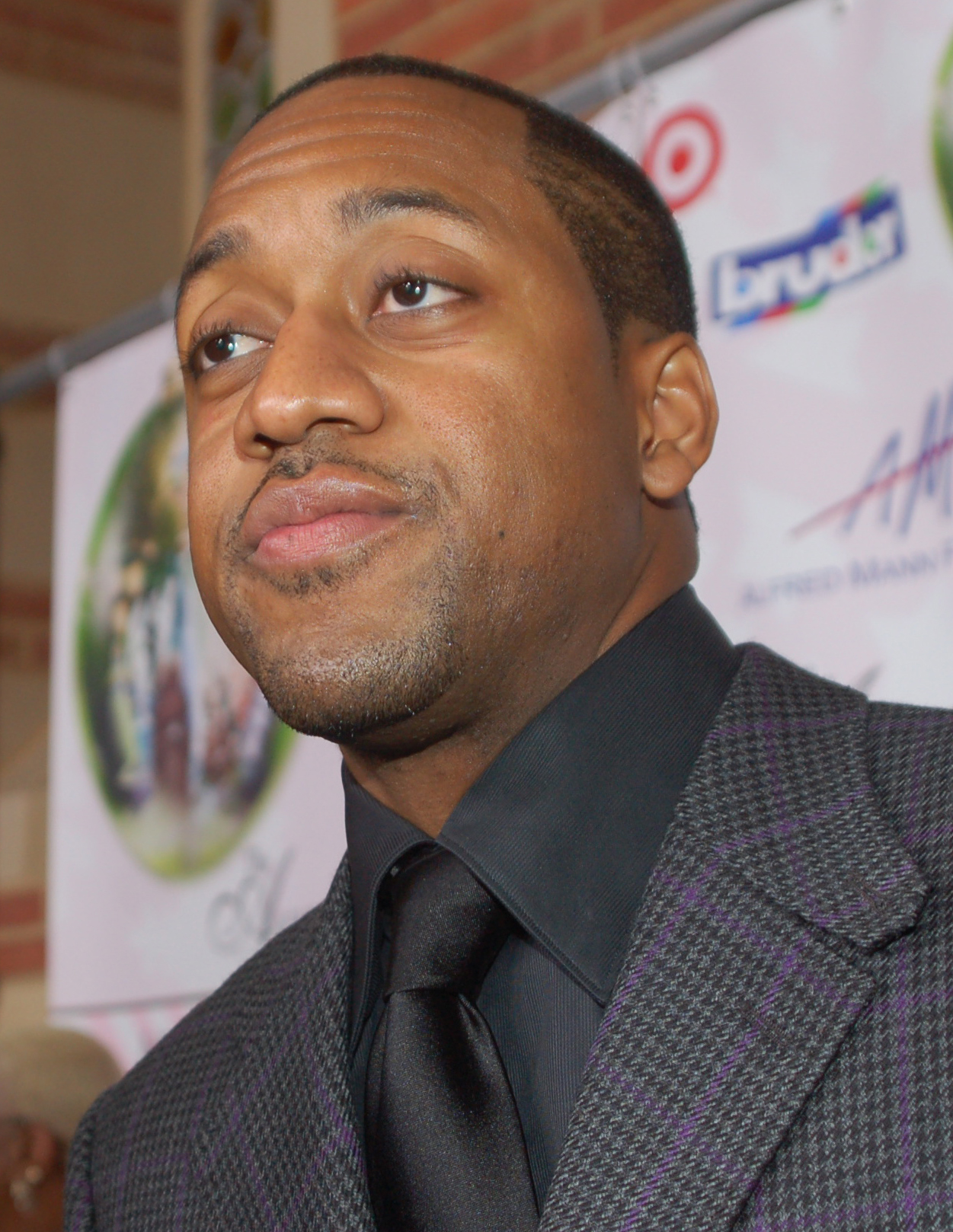
Jaleel White
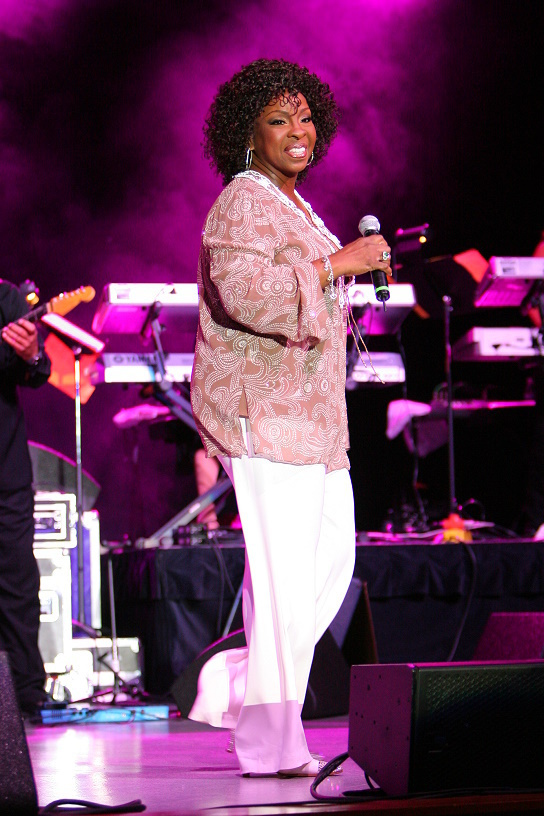
Gladys Knight
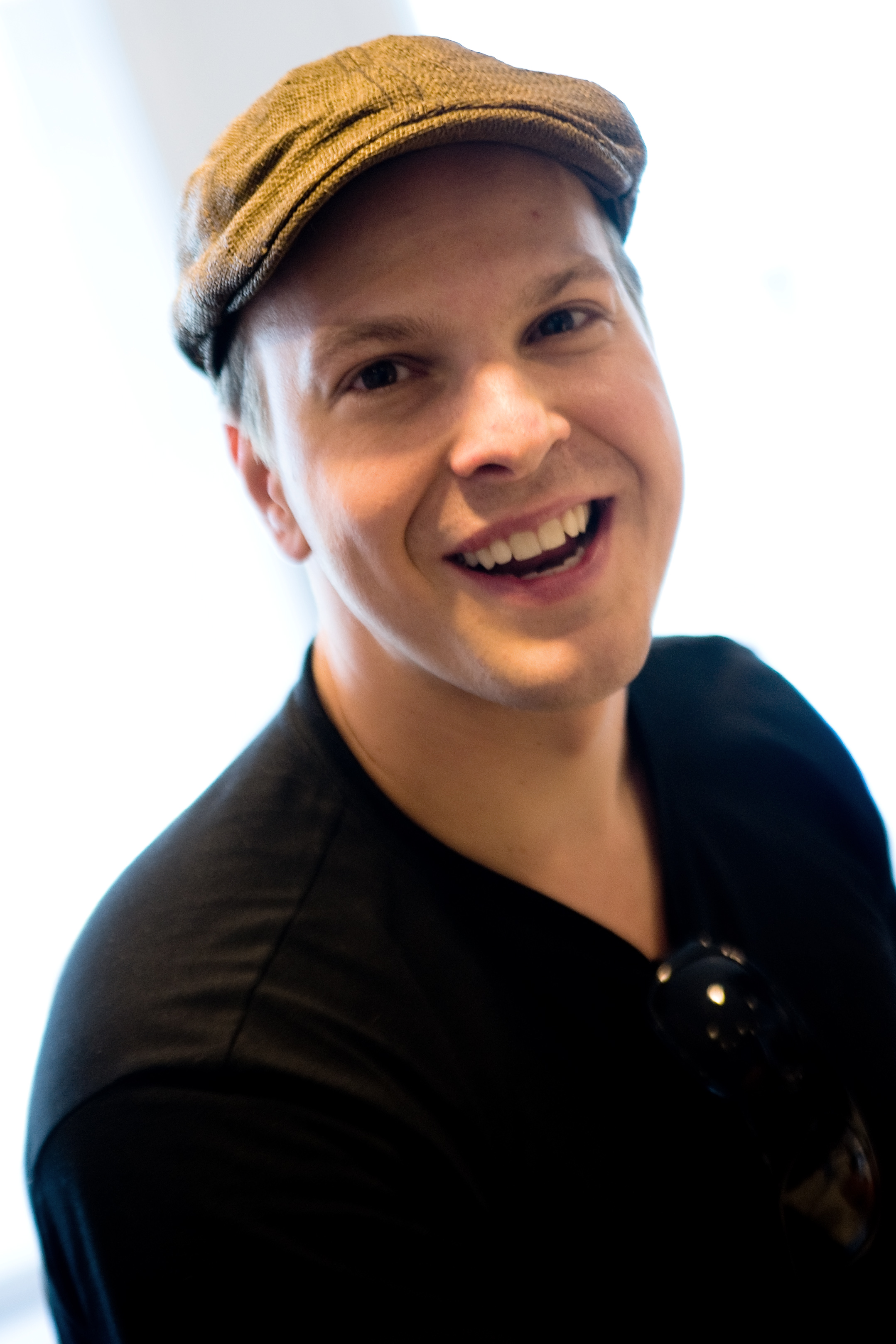
Gavin DeGraw
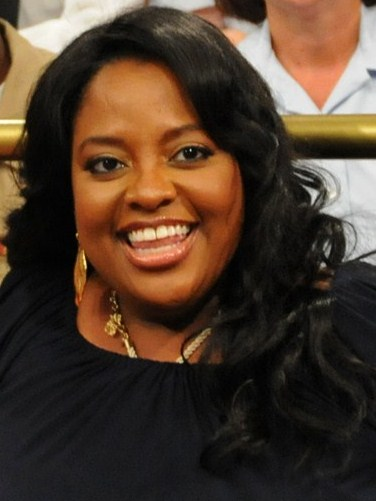
Sherri Shepherd
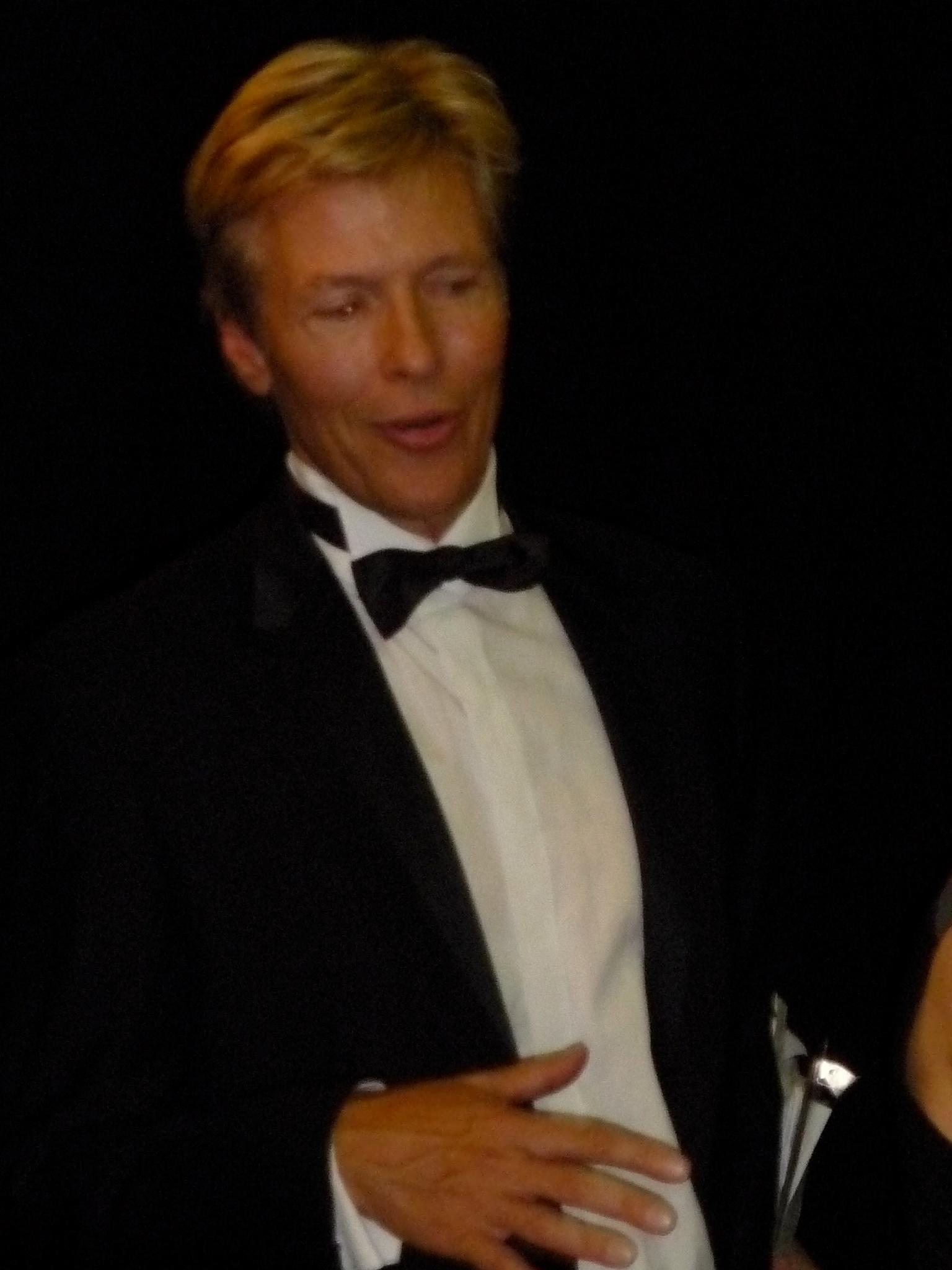
Jack Wagner
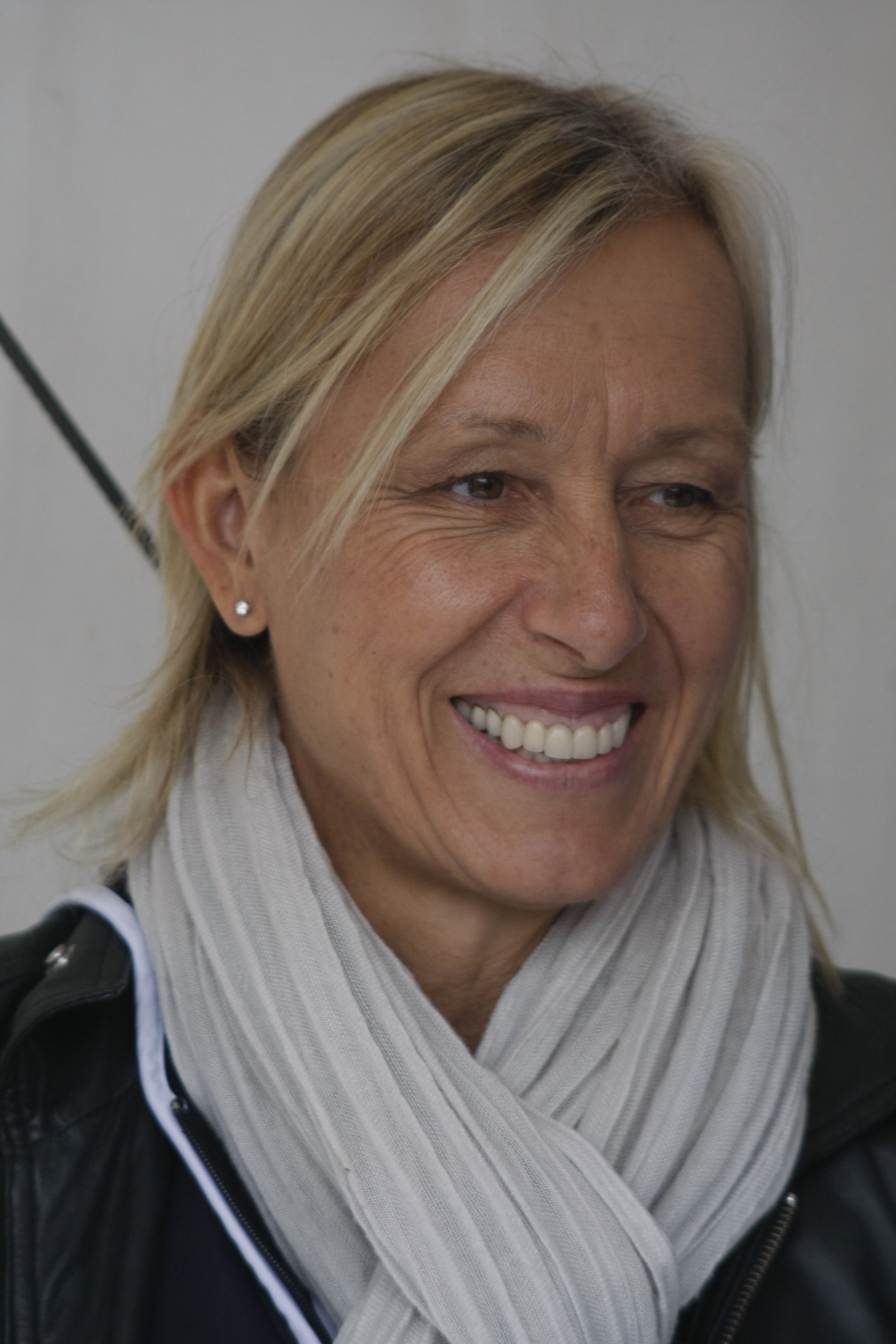
Martina Navratilova

## Scores
| Donald & Peta    | 1  | 21 | 24 | 45 | 26 | 27 | 27 | 27+7=34  | 27+26=53 | 27+28=55 | 28+29=57 | 29+30+30=89 |  |  |  |
| Katherine & Mark | 2  | 26 | 26 | 52 | 29 | 24 | 29 | 29+10=39 | 27+27=54 | 26+29=55 | 29+27=56 | 30+30+30=90 |  |  |  |
| William & Cheryl | 3  | 24 | 25 | 49 | 28 | 22 | 29 | 27+9=36  | 27+26=53 | 30+27=57 | 28+30=58 | 30+29+30=89 |  |  |  |
| Maria & Derek    | 4  | 21 | 25 | 46 | 27 | 26 | 27 | 26+4=30  | 30+27=57 | 28+25=53 | 30+29=59 |             |  |  |  |
| Melissa & Maks   | 5  | 20 | 20 | 40 | 24 | 22 | 21 | 24+6=30  | 21+26=47 | 24+27=51 |          |             |  |  |  |
| Roshon & Chelsie | 6  | 23 | 26 | 49 | 25 | 26 | 26 | 23+5=28  | 25+27=52 | 29+27=56 |          |             |  |  |  |
| Jaleel & Kym     | 7  | 26 | 22 | 48 | 25 | 22 | 24 | 29+8=37  | 24+27=51 |          |          |             |  |  |  |
| Gladys & Tristan | 8  | 23 | 19 | 42 | 24 | 20 | 22 | 21+3=24  |          |          |          |             |  |  |  |
| Gavin & Karina   | 9  | 20 | 21 | 41 | 24 | 23 | 19 |          |          |          |          |             |  |  |  |
| Sherri & Val     | 10 | 23 | 23 | 46 | 24 | 21 |    |          |          |          |          |             |  |  |  |
| Jack & Anna      | 11 | 23 | 21 | 44 | 24 |    |    |          |          |          |          |             |  |  |  |
| Martina & Tony   | 12 | 20 | 17 | 37 |    |    |    |          |          |          |          |             |  |  |  |

Un nombre en rouge indique le plus bas score de la semaine.
Un nombre en vert indique le plus haut score de la semaine.
 indique que le couple est éliminé.
 indique que le couple était en danger.
 indique que le couple a été le dernier à être appelé.
 indique le couple gagnant.
 indique le couple second.
 indique le couple troisième.

### Moyenne
| Rang par Moyenne | Place | Couple           | Total des points | Nombres de danses | Moyenne |
| ---------------- | ----- | ---------------- | ---------------- | ----------------- | ------- |
| 1                | 2     | Katherine & Mark | 418              | 15                | 27.9    |
| 2                | 3     | William & Cheryl | 412              | 15                | 27.5    |
| 3                | 1     | Donald & Peta    | 406              | 15                | 27.1    |
| 4                | 4     | Maria & Derek    | 321              | 12                | 26.8    |
| 5                | 6     | Roshon & Chelsie | 257              | 10                | 25.7    |
| 6                | 7     | Jaleel & Kym     | 199              | 8                 | 24.9    |
| 7                | 5     | Melissa & Maksim | 229              | 10                | 22.9    |
| 8                | 10    | Sherri & Val     | 91               | 4                 | 22.8    |
| 9                | 11    | Jack & Anna      | 68               | 3                 | 22.6    |
| 10               | 8     | Gladys & Tristan | 129              | 6                 | 21.5    |
| 11               | 9     | Gavin & Karina   | 107              | 5                 | 21.4    |
| 12               | 12    | Martina & Tony   | 37               | 2                 | 18.5    |

## Meilleur score et pire score par couples
| Couples          | Meilleur score                             | Pire score                   |
| ---------------- | ------------------------------------------ | ---------------------------- |
| Donald & Peta    | Freestyle & Cha-Cha-Cha (30)               | Cha-cha-cha (21)             |
| Katherine & Mark | Paso Doble & Freestyle & Jive (30)         | Paso doble (24)              |
| William & Cheryl | Foxtrot & Samba & Cha-Cha-Cha & Salsa (30) | Jive (22)                    |
| Maria & Derek    | Paso Doble & Tango Argentin (30)           | Cha-cha-cha (21)             |
| Melissa & Maks   | Samba (27)                                 | Cha-cha-cha & Quickstep (20) |
| Roshon & Chelsie | Foxtrot (29)                               | Cha-Cha-Cha & Rumba (23)     |
| Jaleel & Kym     | Cha Cha Cha (29)                           | Jive & Tango (22)            |
| Gladys & Tristan | Foxtrot (24)                               | Quickstep (19)               |
| Gavin & Karina   | Rumba (24)                                 | Samba (19)                   |
| Sherri & Fabian  | Rumba (24)                                 | Tango (21)                   |
| Jack & Anna      | Samba (24)                                 | Jive (21)                    |
| Martina & Tony   | Foxtrot (20)                               | Jive (17)                    |

## Score, danse et musique par semaine

### Semaine 1
Les scores sont donnés dans l'ordre de gauche à droite par Carrie Ann Inaba, Len Goodman et Bruno Tonioli.
Ordre de passage
| Couple           | Score      | Danse       | Musique                                                     |
| ---------------- | ---------- | ----------- | ----------------------------------------------------------- |
| Maria & Derek    | 21 (7.7.7) | Cha-cha-cha | Stronger (What Doesn't Kill You) - Kelly Clarkson           |
| Jack & Anna      | 23 (8.7.8) | Foxtrot     | Sugar Town - Nancy Sinatra                                  |
| Donald & Peta    | 21 (7.7.7) | Cha-Cha-Cha | Dedication to My Ex (Miss That) - Lloyd feat Lil Wayne      |
| Gavin & Karina   | 20 (7.6.7) | Foxtrot     | I Run to You - Lady Antebellum                              |
| Roshon & Chelsi  | 23 (8.7.8) | Cha-cha-cha | Glad You Came - The Wanted                                  |
| Sherri & Fabian  | 23 (8.7.8) | Foxtrot     | Sherry (en) - The Four Seasons                              |
| Melissa & Maks   | 20 (7.6.7) | Cha-cha-cha | Ain't No Mountain High Enough - Marvin Gaye & Tammi Terrell |
| William & Cheryl | 24 (8.8.8) | Cha-cha-cha | International Love - Pitbull feat Chris Brown               |
| Martina & Tony   | 20 (7.6.7) | Foxtrot     | Is You Is or Is You Ain't My Baby - Diana Krall             |
| Katherine & Mark | 26 (9.8.9) | Foxtrot     | The Show - Lenka                                            |
| Gladys & Tristan | 23 (8.7.8) | Cha-cha-cha | Best of My Love - The Emotions                              |
| Jaleel & Kym     | 26 (9.8.9) | Foxtrot     | The Way You Look Tonight - Frank Sinatra                    |

### Semaine 2
Les scores sont donnés dans l'ordre de gauche à droite par Carrie Ann Inaba, Len Goodman et Bruno Tonioli.
Ordre de passage
| Couple           | Score      | Danse     | Musique                                                           |
| ---------------- | ---------- | --------- | ----------------------------------------------------------------- |
| Roshon & Chelsie | 26 (9.8.9) | Quickstep | Lifestyles of the Rich and Famous — Good Charlotte                |
| Sherri & Fabian  | 23 (8.7.8) | Jive      | Proud Mary — Ike & Tina Turner                                    |
| Melissa & Maks   | 20 (7.6.7) | Quickstep | Dancing with Myself — Billy Idol                                  |
| Jack & Anna      | 21 (7.7.7) | Jive      | Gimme Some Lovin — The Spencer Davis Group                        |
| Gladys & Tristan | 19 (7.5.7) | Quickstep | Sir Duke — Stevie Wonder                                          |
| Katherine & Mark | 26 (9.8.9) | Jive      | Ain't Nothing Wrong With That — Robert Randolph & the Family Band |
| Jaleel & Kym     | 22 (7.7.8) | Jive      | Marry You — Bruno Mars                                            |
| Maria & Derek    | 25 (8.8.9) | Quickstep | Sexy Sexy — Brian Setzer Orchestra                                |
| Martina & Tony   | 17 (6.5.6) | Jive      | Tell Her About It — Billy Joel                                    |
| Donald & Peta    | 24 (8.8.8) | Quickstep | Stay the Night — James Blunt                                      |
| Gavin & Karina   | 21 (7.7.7) | Jive      | Real Wild Child — Billy Idol                                      |
| William & Cheryl | 25 (9.7.9) | Quickstep | Nice Work If You Can Get It — George Gershwin                     |

### Semaine 3: Histoire personnelle
Les scores sont donnés dans l'ordre de gauche à droite par Carrie Ann Inaba, Len Goodman et Bruno Tonioli.
Ordre de passage
| Couple           | Score        | Danse   | Musique                                      |
| ---------------- | ------------ | ------- | -------------------------------------------- |
| Jack & Anna      | 24 (8.8.8)   | Samba   | Lighting Up the Night - Jack Wagner          |
| Maria & Derek    | 27 (9.9.9)   | Rumba   | Material Girl - Madonna                      |
| Gladys & Tristan | 24 (8.8.8)   | Foxtrot | Cupid - Sam Cooke                            |
| Roshon & Chelsie | 25 (8.8.9)   | Samba   | I Want You Back - The Jackson 5              |
| Gavin & Karina   | 24 (8.8.8)   | Rumba   | N-ew York State of Mind - Billy Joel         |
| Katherine & Mark | 29 (10.9.10) | Valse   | To Where You Are - Josh Groban               |
| Sherri & Fabian  | 24 (8.8.8)   | Rumba   | If I Could - Regina Belle                    |
| Melissa & Maksim | 24 (8.8.8)   | Jive    | Dog Days Are Over - Florence and the Machine |
| Jaleel & Kym     | 25 (9.8.8)   | Rumba   | For the Cool in You - Babyface               |
| William & Cheryl | 28 (9.9.10)  | Salsa   | La Vida es un Carnaval - Celia Cruz          |
| Donald & Peta    | 26 (9.8.9)   | Rumba   | One Sweet Day - Mariah Carey & Boys II Men   |

### Semaine 4: semaine Rock
Ordre de passage
| Couple           | Score      | Danse           | Musique                                          | Résultats |
| ---------------- | ---------- | --------------- | ------------------------------------------------ | --------- |
| Sherri & Fabian  | 21 (7,7,7) | Tango           | Come On Feel the Noize —Quiet Riot               | Éliminée  |
| Katherine & Mark | 24 (8,8,8) | Paso doble      | Time Is Running Out—Muse                         | Sauvé     |
| Jaleel & Kym     | 22 (8,7,7) | Tango           | (I Can't Get No) Satisfaction—The Rolling Stones | Sauvé     |
| Melissa & Maks   | 22 (7,8,7) | Paso doble      | Conquest—The White Stripes                       | Sauvé     |
| Donald & Peta    | 27 (9,9,9) | Paso doble      | Purple Haze— Jimi Hendrix                        | Sauvé     |
| Gladys & Tristan | 20 (7,6,7) | Tango           | Bohemian Rhapsody—Queen                          | Sauvée    |
| William & Cheryl | 22 (7,7,8) | Jive            | We're Not Gonna Take It—Twisted Sister           | Sauvé     |
| Roshon & Chelsie | 26 (9,8,9) | Valse viennoise | The Time of My Life—David Cook                   | En Danger |
| Maria & Derek    | 26 (9,8,9) | Tango           | School's Out—Alice Cooper                        | Sauvé     |
| Gavin & Karina   | 23 (8,8,7) | Tango           | Paint It, Black—The Rolling Stones               | Sauvé     |

### Semaine 5: Semaine latine
Ordre de passage
| Couple                    | Score        | Danse          | Musique                                   | Résultats |
| ------------------------- | ------------ | -------------- | ----------------------------------------- | --------- |
| Jaleel & Kym              | 24 (8,8,8)   | Samba          | Rhythm Is Gonna Get You—Gloria Estefan    | En Danger |
| Melissa & Maks            | 21 (7,7,7)   | Salsa          | Aguanilé—Hector Lavoe                     | Sauvé     |
| Maria & Derek             | 27 (9,9,9)   | Salsa          | The Cup of Life—Ricky Martin              | Sauvé     |
| Katherine & Mark          | 29 (10,9,10) | Tango argentin | Tanguedia II—Astor Piazzolla              | Sauvée    |
| Gavin & Karina            | 19 (6,6,7)   | Samba          | Sweetheart from Venezuela—Harry Belafonte | En danger |
| William & Cheryl          | 29 (10,9,10) | Tango argentin | Buttons—The Pussycat Dolls                | Sauvé     |
| Gladys & Tristan          | 22 (7,7,8)   | Samba          | Fiebre—La Lupe                            | Sauvé     |
| Roshon & Chelsie          | 26 (9,8,9)   | Salsa          | Bumpy Ride—Mohombi                        | Sauvé     |
| Donald & Peta             | 27 (10,8,9)  | Tango argentin | Sin Rumbo—Otros Aires                     | Sauvé     |
| Duel de la dernière danse |              |                |                                           |           |
| Gavin & Karina            | Non Noté     | Cha-Cha-Cha    | The Edge of Glory—Lady Gaga               | Éliminé   |
| Jaleel & Kym              | Non Noté     | Cha-Cha-Cha    | The Edge of Glory—Lady Gaga               | Sauvé     |

Les votes des juges pour sauver
- Carrie Ann : Jaleel & Kym
- Len : Jaleel & Kym
- Bruno : Jaleel & Kym

### Semaine 6: Semaine Motown
Running order
| Couple | Score            | Danse           | Musique                                          | Résultats |
| --- | ---------------- | --------------- | ------------------------------------------------ | --------- |
| Gladys & Tristan | 21 (7,7,7)       | Rumba           | My Girl—The Temptations                          | En danger |
| Maria & Derek | 26 (8,9,9)       | Foxtrot         | Jimmy Mack—Martha and the Vandellas              | Sauvé     |
| Roshon & Chelsie | 23 (7,8,8)       | Rumba           | Cruisin'—Smokey Robinson                         | En Danger |
| Katherine & Mark | 29 (10,9,10)     | Samba           | I Can't Get Next to You—The Temptations          | Sauvée    |
| Donald & Peta | 27 (9,9,9)       | Foxtrot         | The Way You Do the Things You Do—The Temptations | Sauvé     |
| Melissa & Maks | 24 (8,8,8)       | Valse viennoise | Ooo Baby Baby—Smokey Robinson & the Miracles     | Sauvée    |
| Jaleel & Kym | 29 (10,9,10)     | Cha-Cha-Cha     | Ain't Too Proud to Beg—The Temptations           | Sauvé     |
| William & Cheryl | 27 (9,8,10)      | Rumba           | Being with You—Smokey Robinson                   | Sauvé     |
| Gladys & Tristan Maria & Derek Roshon & Chelsie Melissa & Maks Donald & Peta Jaleel & Kym William & Cheryl Katherine & Mark | 3 4 5 6 7 8 9 10 | Marathon Motown |                                                  |           |
| Duel de la dernière danse                                                                                                   |                  |                 |                                                  |           |
| Roshon & Chelsie | Non Noté         | Jive            | Don't Stop Me Now—Queen                          | Sauvé     |
| Gladys & Tristan | Non Noté         | Jive            | Don't Stop Me Now—Queen                          | Éliminée  |

Votes des juges pour sauver
- Carrie Ann : Gladys & Tristan
- Len : Roshon & Chelsie
- Bruno : Roshon & Chelsie

### Semaine 7: Semaine Classique
Running order
| Couple                                                       | Score                     | Danse             | Musique                                                            | Résultats                                                  |
| ------------------------------------------------------------ | ------------------------- | ----------------- | ------------------------------------------------------------------ | ---------------------------------------------------------- |
| Katherine & Mark                                             | 27 (9,9,9)                | Rumba             | Canon en ré majeur—Johann Pachelbel                                | Sauvée                                                     |
| Melissa & Maks                                               | 21 (7,7,7)                | Tango argentin    | Le Mariage de Figaro—Wolfgang Amadeus Mozart                       | Sauvée                                                     |
| William & Cheryl                                             | 27 (9,9,9)                | Valse viennoise   | Ave Maria—Franz Schubert (interprété par Jackie Evancho)           | Sauvé                                                      |
| Roshon & Chelsie                                             | 25 (9,8,8)                | Tango argentin    | Bad Romance (Instrumental)—Lady Gaga                               | En danger                                                  |
| Donald & Peta                                                | 27 (9,9,9)                | Valse viennoise   | La donna è mobile—Giuseppe Verdi (interprété par Vittorio Grigolo) | Sauvé                                                      |
| Maria & Derek                                                | 30 (10,10,10)             | Paso Doble        | Montagus et Capulets—Sergei Prokofiev                              | Sauvé                                                      |
| Jaleel & Kym                                                 | 24 (8,8,8)                | Valse viennoise   | Did I Make the Most of Loving You?—Mary-Jess Leaverland            | En danger                                                  |
| Maria & Derek Katherine & Mark Roshon & Chelsie Jaleel & Kym | 27 (10,8,9)               | Groupe Tango      | Toccata de la Symphonie pour orgue n° 5—Claudio Monteverdi         | Toccata de la Symphonie pour orgue n° 5—Claudio Monteverdi |
| Donald & Peta Melissa & Maks William & Cheryl                | 26 (9,8,9)                | Groupe Paso Doble | O Fortuna—Carl Orff (interprété par Vittorio Grigolo)              | O Fortuna—Carl Orff (interprété par Vittorio Grigolo)      |
|                                                              | Duel de la dernière danse |                   |                                                                    |                                                            |
| Roshon & Chelsie                                             | N/A                       | Rumba             | Set Fire to the Rain—Adele                                         | Sauvé                                                      |
| Jaleel & Kym                                                 | N/A                       | Rumba             | Set Fire to the Rain—Adele                                         | Éliminé                                                    |

Votes des juges pour sauver
- Carrie Ann : Roshon & Chelsie
- Len : Roshon & Chelsie
- Bruno : Roshon & Chelsie

### Semaine 8: semaine Challenge en trio
Running order
| Couple           | Partenaire danse latine | Score         | Danse           | Musique                                  | Résultats |
| ---------------- | ----------------------- | ------------- | --------------- | ---------------------------------------- | --------- |
| Donald & Peta    | Karina Smirnoff         | 27 (9,9,9)    | Tango           | Higher Ground—Stevie Wonder              | Sauvé     |
| Donald & Peta    | Karina Smirnoff         | 28 (10,8,10)  | Jive            | A Thousand Years—Christina Perri         | Sauvé     |
| Maria & Derek    | Jonathan Roberts        | 28 (10,8,10)  | Valse viennoise | A Thousand Years—Christina Perri         | Sauvé     |
| Maria & Derek    | Jonathan Roberts        | 25 (9,7,9)    | Samba           | Mama Do the Hump—Rizzle Kicks            | Sauvé     |
| Melissa & Maks   | Valentin Chmerkovskiy   | 24 (8,8,8)    | Foxtrot         | Maggie May—Rod Stewart                   | Éliminée  |
| Melissa & Maks   | Valentin Chmerkovskiy   | 27 (9,9,9)    | Samba           | Hard to Handle—Otis Redding              | Éliminée  |
| Katherine & Mark | Tristan MacManus        | 26 (8,9,9)    | Valse viennoise | Kathleen—David Gray                      | Sauvée    |
| Katherine & Mark | Tristan MacManus        | 29 (10,9,10)  | Cha-Cha-Cha     | She's a Lady—Tom Jones                   | Sauvée    |
| Roshon & Chelsie | Sasha Farber            | 29 (10,9,10)  | Foxtrot         | Sweet Pea—Amos Lee                       | Éliminé   |
| Roshon & Chelsie | Sasha Farber            | 27 (9,9,9)    | Paso Doble      | Turn Me On—David Guetta avec Nicki Minaj | Éliminé   |
| William & Cheryl | Tony Dovolani           | 30 (10,10,10) | Foxtrot         | Stray Cat Strut—Stray Cats               | Sauvé     |
| William & Cheryl | Tony Dovolani           | 27 (9,9,9)    | Paso Doble      | Diablo Rojo—Rodrigo y Gabriela           | Sauvé     |

### Semaine 9: demi-finale
Après les couples ont dansé, Maria & Derek ont été victimes d'une élimination directe par les votes des téléspectateurs. 
Running order
| Couple           | Score         | Danse          | Musique                                     | Résultats |
| ---------------- | ------------- | -------------- | ------------------------------------------- | --------- |
| William & Cheryl | 28 (9,9,10)   | Tango          | Sweet Dreams (Are Made of This)—Eurythmics  | En Danger |
| William & Cheryl | 30 (10,10,10) | Samba          | Magalenha—Sergio Mendes                     | En Danger |
| Katherine & Mark | 29 (10,9,10)  | Quickstep      | The Dirty Boogie—The Brian Setzer Orchestra | Sauvé     |
| Katherine & Mark | 27 (9,9,9)    | Salsa          | Belly Dancer (Bananza)—Akon                 | Sauvé     |
| Donald & Peta    | 28 (9,9,10)   | Valse          | Kissing You—Des'ree                         | Sauvé     |
| Donald & Peta    | 29 (10,9,10)  | Samba          | Mr. Big Stuff—Jean Knight                   | Sauvé     |
| Maria & Derek    | 30 (10,10,10) | Tango argentin | La Yumba—Osvaldo Pugliese                   | Éliminée  |
| Maria & Derek    | 29 (10,9,10)  | Jive           | Tightrope—Janelle Monáe feat. Big Boi       | Éliminée  |

### Semaine 10: La Finale
Running order (Soirée 1)
| Couple           | Score         | Danse          | Musique                                   |
| ---------------- | ------------- | -------------- | ----------------------------------------- |
| William & Cheryl | 30 (10,10,10) | Cha-Cha-Cha    | Raise Your Glass—Pink                     |
| William & Cheryl | 29 (10,9,10)  | Freestyle      | Objection (Tango)—Shakira                 |
| Katherine & Mark | 30 (10,10,10) | Paso Doble     | España Cañí—Erich Kunzel                  |
| Katherine & Mark | 30 (10,10,10) | Freestyle      | Sing, Sing, Sing—Benny Goodman            |
| Donald & Peta    | 29 (10,9,10)  | Tango argentin | They—Jem                                  |
| Donald & Peta    | 30 (10,10,10) | Freestyle      | I Play Chicken with the Train—Cowboy Troy |

Running order (Soirée 2 - 24-Heures Challenge)
| Couple           | Score         | Danse       | Musique                          | Résultats |
| ---------------- | ------------- | ----------- | -------------------------------- | --------- |
| William & Cheryl | 30 (10,10,10) | Salsa       | Juventud de Presente—Tito Puente | Troisième |
| Katherine & Mark | 30 (10,10,10) | Jive        | Splish Splash—Bobby Darin        | Seconde   |
| Donald & Peta    | 30 (10,10,10) | Cha-Cha-Cha | Beggin'—Madcon                   | Gagnant   |

## Tableau des danses
les célébrités dansent sur un style différent chaque semaine :
- Semaine 1 : Cha-cha-cha ou foxtrot
- Semaine 2 : Quickstep ou jive
- Semaine 3 : Rumba ou une danse non apprise (semaine Histoire personnelle / Leur meilleure année)
- Semaine 4 : Tango ou paso doble ou valse viennoise ou  Une danse non apprise (Semaine Rock)
- Semaine 5 : Samba ou salsa ou tango argentin semaine latine)
- Semaine 6 : Une danse non apprise & Marathon de la Danse (Semaine Motown)
- Semaine 7 : Une danse non apprise & Danses en équipes (semaine Classique)
- Semaine 8 : Une danse ballroom non apprise et une danse latine (challenge en trio)
- Semaine 9 : Une danse ballroom non apprise et une danse latine (demi-finale)
- Semaine 10 (Soirée 1) : Le choix des juges et freestyle (finale)
- Semaine 10 (Soirée 2) : 24 heures challenge

 Plus haut score
 Plus bas score
 Dansés, mais pas notés

## Tableau des Danses
| Couple           | Semaine 1   | Semaine 2 | Semaine 3 | Semaine 4       | Semaine 5      | Semaine 6       | Semaine 6       | Semaine 7       | Semaine 7         | Semaine 8       | Semaine 8   | Semaine 9      | Semaine 9 | Semaine 10     | Semaine 10 | Semaine 10     |
| ---------------- | ----------- | --------- | --------- | --------------- | -------------- | --------------- | --------------- | --------------- | ----------------- | --------------- | ----------- | -------------- | --------- | -------------- | ---------- | -------------- |
| Donald & Peta    | Cha-Cha-Cha | Quickstep | Rumba     | Paso Doble      | Tango argentin | Foxtrot         | Motown Marathon | Valse viennoise | Groupe Paso Doble | Tango           | Jive        | Valse          | Samba     | Tango argentin | Freestyle  | Cha-Cha-Cha    |
| Katherine & Mark | Foxtrot     | Jive      | Valse     | Paso Doble      | Tango argentin | Samba           | Motown Marathon | Rumba           | Groupe Tango      | Valse Viennoise | Cha-Cha-Cha | Quickstep      | Salsa     | Paso Doble     | Freestyle  | Jive           |
| William & Cheryl | Cha-Cha-Cha | Quickstep | Salsa     | Jive            | Tango argentin | Rumba           | Motown Marathon | Valse Viennoise | Groupe Paso Doble | Foxtrot         | Paso Doble  | Tango          | Samba     | Cha-Cha-Cha    | Freestyle  | Salsa          |
| Maria & Derek    | Cha-Cha-Cha | Quickstep | Rumba     | Tango           | Salsa          | Foxtrot         | Motown Marathon | Paso Doble      | Groupe Tango      | Valse Viennoise | Samba       | Tango argentin | Jive      |                |            | Tango argentin |
| Melissa & Maks   | Cha-Cha-Cha | Quickstep | Jive      | Paso Doble      | Salsa          | Valse Viennoise | Motown Marathon | Tango argentin  | Groupe Paso Doble | Foxtrot         | Samba       |                |           |                |            | Samba          |
| Roshon & Chelsie | Cha-Cha-Cha | Quickstep | Samba     | Valse Viennoise | Salsa          | Rumba           | Motown Marathon | Tango argentin  | Groupe Tango      | Foxtrot         | Paso Doble  |                |           |                |            | Freestyle      |
| Jaleel & Kym     | Foxtrot     | Jive      | Rumba     | Tango           | Samba          | Cha-Cha-Cha     | Motown Marathon | Valse Viennoise | Groupe Tango      |                 |             |                |           |                |            | Paso Doble     |
| Gladys & Tristan | Cha-Cha-Cha | Quickstep | Foxtrot   | Tango           | Samba          | Rumba           | Motown Marathon |                 |                   |                 |             |                |           |                |            | Cha-Cha-Cha    |
| Gavin & Karina   | Foxtrot     | Jive      | Rumba     | Tango           | Samba          |                 |                 |                 |                   |                 |             |                |           |                |            | Samba          |
| Sherri & Fabian  | Foxtrot     | Jive      | Rumba     | Tango           |                |                 |                 |                 |                   |                 |             |                |           |                |            | Cha-Cha-Cha    |
| Jack & Anna      | Foxtrot     | Jive      | Samba     |                 |                |                 |                 |                 |                   |                 |             |                |           |                |            | Samba          |
| Martina & Tony   | Foxtrot     | Jive      |           |                 |                |                 |                 |                 |                   |                 |             |                |           |                |            | Foxtrot        |

## Les résultats/artiste invités
| Date          | Danse          | Artistes                    | Chansons            | Danseurs                                                           |
| ------------- | -------------- | --------------------------- | ------------------- | ------------------------------------------------------------------ |
| 27 mars 2012  | Rumba          | Matt Nathanson et Sugarland | Run                 | Tristan MacManus et Peta Murgatroyd                                |
| 27 mars 2012  | Jive           | Sugarland                   | Find the Beat Again | Troupe                                                             |
| 3 avril 2012  | Rumba lyrique  | Rascal Flatts               | Changed             | Sharna Burgess et Tony Dovolani                                    |
| 3 avril 2012  | Rumba          | Seal                        | Lean On Me          | Troupe                                                             |
| 10 avril 2012 | Cha-Cha-Cha    | Kiss                        | Lick it Up          | Mark Ballas, Chelsie Hightower, Henry Byalikov et Oksana Dmytrenko |
| 10 avril 2012 | Tango argentin | Gotan Project               | Santa Maria         | Karina Smirnoff et Jose Manuel Carreno                             |
| 17 avril 2012 | Cha-Cha-Cha    | Train                       | Drive By            | Louis Van Amstel et Cheryl Burke (en)                              |
| 17 avril 2012 | Contemporary   | Selena Gomez and the Scene  | Hit the Lights      | Danseurs de Selena Gomez                                           |
|               | Samba/Salsa    | Celia Cruz & Johnny Pacheco | Quimbara            | Sheila E.'s dancers                                                |
| 24 avril 2012 | Rumba          | Boyz II Men                 | One More Dance      | Dmitry Chaplin et Anna Trebunskaya                                 |
| 1er mai 2012  | Paso Doble     | Gavin DeGraw                | Sweeter             | Louis Van Amstel et Karina Smirnoff                                |
| 8 mai 2012    |                | Chris Brown                 | Turn Up the Music   |                                                                    |